# Headington

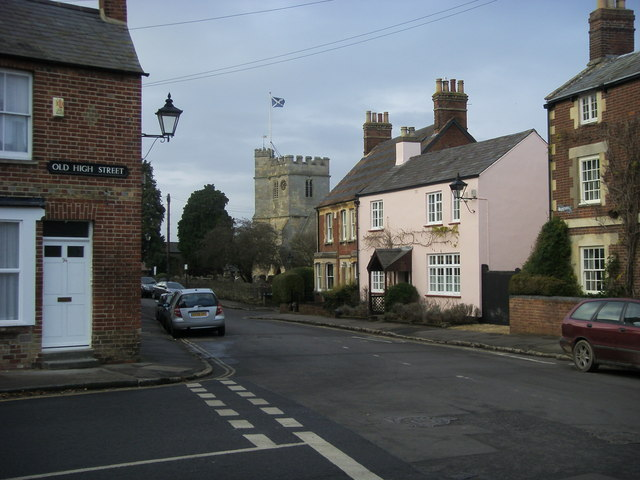
Straßeneinmündung der Old High Street in die St. Andrew’s Road im Herzen von Old Headington. Im Hintergrund die St. Andrew’s Church.

Headington ist ein früherer Vorort und heutiger Stadtteil von Oxford im Südosten Englands und liegt etwa vier Kilometer östlich des Stadtzentrums von Oxford oberhalb des Themsetals auf dem  Headington Hill (deutsch Headington-Hügel). Der heutige Name des Ortes leitet sich von Altenglisch Hedena’s dun mit der Bedeutung „Hedenas Hügel“ ab. Hauptverkehrsstraße ist die London Road, die als Ausfallstraße A40 zur 80 Kilometer südöstlich gelegenen britischen Hauptstadt sowie gen Westen als Headington Road in Oxfords Zentrum führt.

## Geschichte

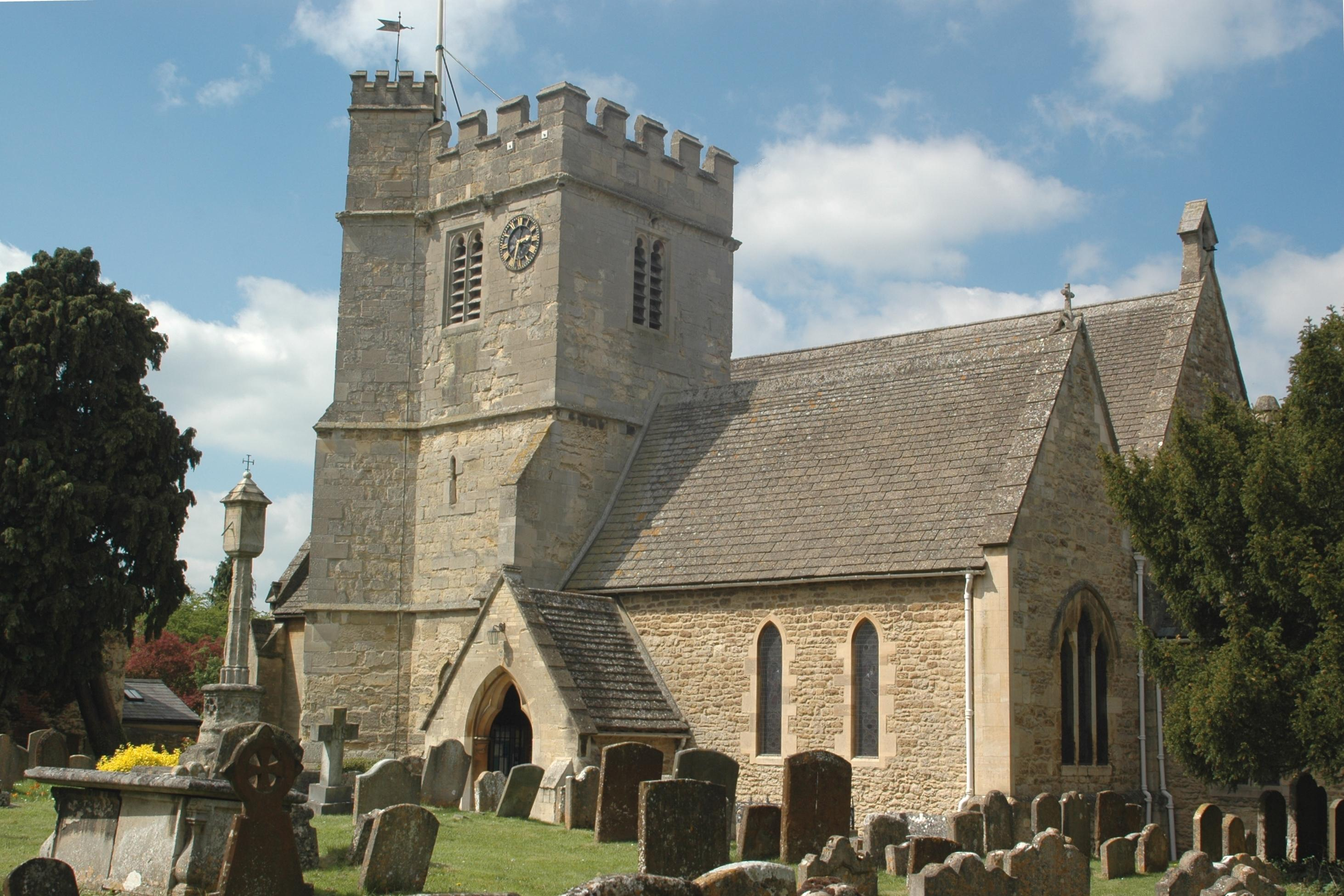
Die nach Apostel Andreas benannte anglikanische Kirche St. Andrew’s stammt von ca. 1160. Der Glockenturm wurde um 1500 fertiggestellt.

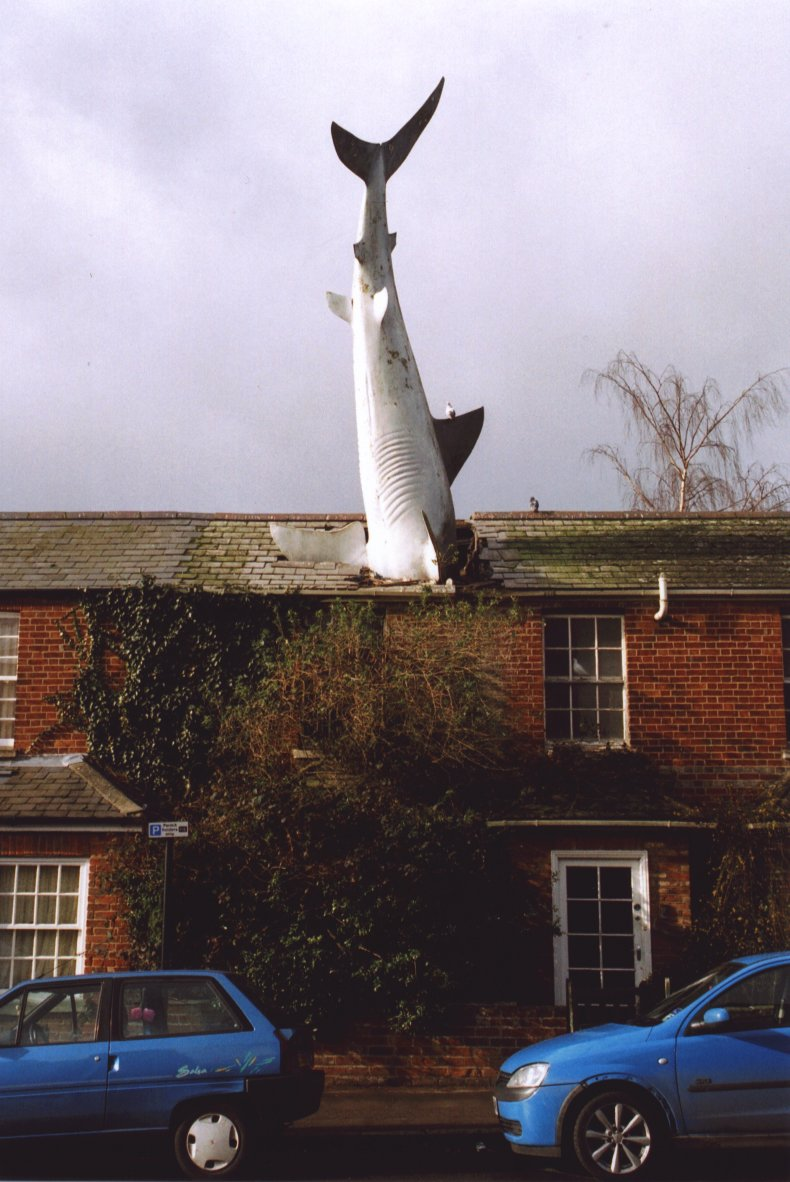
Der Headington Shark, eine Skulptur aus Fiberglas, befindet sich in der New High Street 2 und ist ein populäres Wahrzeichen nicht nur für Headington, sondern für ganz Oxford.

In Headington gefundene Artefakte deuten auf eine frühe Besiedelung bereits in der Steinzeit, der Bronzezeit und der Eisenzeit hin. Um 300 n. Chr. siedelten hier Römer, die zwei Jahrhunderte später, ab Beginn des 6. Jahrhunderts, durch Angelsachsen abgelöst wurden. Im Jahr 1009 hatte König Æthelred der Unberatene hier eine Residenz. Headington wird auch im Domesday Book mit dem lateinischen Satz REX tenet HEDINTONE erwähnt (deutsch „Der König hält Hedintone“). Im Jahr 1135 starb mit Heinrich I. der letzte englische König, der in Headington residierte.
Mit Beginn der Neuzeit und insbesondere im 19. Jahrhundert entwickelte sich Headington rasant. Während im Jahr 1801 die Einwohnerzahl nur 669 betrug, stieg sie auf 1668 im Jahr 1841 und 3005 im Jahr 1891.

## Institutionen
Headington beherbergt die Oxford Brookes University, eine der beiden großen Universitäten der Stadt. Sie gliedert sich in drei Campi, wobei der Headington Campus als Hauptcampus die Einrichtungen der Gipsy Lane site und der benachbarten Headington Hill site umfasst. Darüber hinaus sind hier das Ruskin College und der Old Road Campus der University of Oxford sowie vier große lokale Krankenhäuser – das John Radcliffe Hospital, das Churchill Hospital, das Warneford Hospital und das Nuffield Orthopaedic Centre – beheimatet.

## Sport
Im Jahr 1893 wurde der Headington FC gegründet; ein Jahr später fusionierte man mit Headington Quarry zu Headington United F.C. Seit 1960 ist er als Oxford United bekannt. Bis 2001 spielte der Verein im Stadion Major Ground, das jedoch dem Bau des Nuffield Orthopaedic Centre weichen musste. Das neue Kassam Stadium wurde außerhalb Headingtons, im Süden der Stadt errichtet. Das zweite Fußballteam des Stadtteils, die headington Amateurs, spielen unterklassig.

## Bekannte Einwohner
- J. R. R. Tolkien (1892–1973), britischer Schriftsteller und Autor von Der Herr der Ringe, lebte von 1953 bis 1968 in der Sandfield Road 76
- C. S. Lewis (1898–1963), irischer Schriftsteller und Autor von Die Chroniken von Narnia, lebte hier von 1921 bis 1930
- Joan Clarke (1917–1996), englische Kryptoanalytikerin, lebte von 1986 bis zu ihrem Tod in Larkfields 7
- John Simpson (* 1953), englischer Lexikograf
- Emma Watson (* 1990), britische Schauspielerin